# Artaxias Ier d'Ibérie
Pour les articles homonymes, voir Artaxias.
Artaxias Ier d'Ibérie (géorgien : არშაკი ) est un roi d'Ibérie ayant régné de 90 à 78 av. J.-C. selon la chronologie de Cyrille Toumanoff.

## Origine contestée
La Chronique géorgienne le nomme Archac et le considère comme un fils de l'Arsacide « Arsace » (titre de tous les rois de cette dynastie parthe). Elle lui attribue un règne de 12 ans, de 93 à 81 av. J.-C., pendant lequel il aurait renforcé toutes les citadelles de la Géorgie et fortifié les remparts de la ville de Tsounda.
Son appartenance à la dynastie arsacide a été remise en cause par les auteurs modernes, dont Cyrille Toumanoff, qui le considèrent comme un Artaxiade et un fils du roi d'Arménie Artavazde Ier, et donc le premier souverain de la dynastie artaxiade ibérienne.
Il avait épousé la fille unique du roi « Nimrodide » Mirvan Ier et eut un fils : Artocès Ier.